# Rotonda dels Tallers dels Ferrocarrils
La Rotonda dels Tallers dels Ferrocarrils és una obra de Vilanova i la Geltrú (Garraf) protegida com a Bé Cultural d'Interès Local.

## Descripció
Es tracta d'un edifici aïllat destinat a taller de reparació de màquines i cotxes de ferrocarril. L'immoble té planta en forma de quart de corona circular, de planta única i alçada considerable. La coberta és a dues vessants i els tancaments laterals són massissos. Té adossats uns cossos petits i també té dipòsits d'aigua.
Les parets són de paredat comú i totxo. L'estructura metàl·lica és formada per encavallades, bigues i corretges.
La façana exterior es compon de finestrals d'arc rebaixat amb l'obertura subdividida per matxons de totxo, separats per pilastres del mateix material. S'hi accedeix per un portal central. La façana interior es compon d'una sèrie d'arcs rebaixats sustentats per pilars de totxo vist i amb coronament.